# Roberto Prádez Gautier
Roberto Prádez Gautier (Saragossa, c. 1772 - Madrid, 7 de desembre de 1836) fou un pedagog, sord i primer mestre de sords a Espanya, de dibuix, cal·ligrafia i aritmètica.
De pares francesos, sord des de molt aviat i orfe molt jove, el 1789, se'n va a Saragossa i es matriculaa la Reial Acadèmia de Belles Arts de Sant Carles a València, on cursa estudis, passant en 1797 a la Reial Acadèmia de Belles Arts de San Fernando de Madrid, sent pensionat pel rei Carles IV d'Espanya fins a 1804. En obrir el Reial Col·legi de Sordmuts, organitzat per la Reial Societat Econòmica Matritense d'Amics del País i patrocinat per la Corona, el 1805, va sol·licitar una plaça de professor, oferint-se per ensenyar als sords a llegir, a escriure o dibuixar, oferta que se li va acceptar encara que reduïda a la tasca de professor de dibuix. El 1808 la Junta de Govern de el Real Col·legi va acceptar l'oferta de Prádez d'ensenyar l'escriptura, nomenant-lo professor interí de cal·ligrafia. Durant aquells anys de crisi, la importància de Prádez va créixer espectacularment, ja que les seves obligacions oficials es van ampliar passant a ser professor d'escriptura i d'aritmètica, i assumint diverses tasques de l'Escola. Conclosa la guerra el 1813, i reoberta l'Escola de Madrid a l'any següent, un cop més, sota els auspicis de la Reial Societat Econòmica Matritense, Prádez va continuar exercint com a professor de Cal·ligrafia i Dibuix, casant-se en 1815 amb Modesta Serra. Va patir dos processos de depuració política, sent absolt en el primer i condemnat en el segon.